# 岸田武雄
岸田 武雄（きしだ たけお、1960年〈昭和35年〉6月17日 - ）は、日本の実業家、株式会社フィールジャパン with K (Feel Japan with K Co., Ltd.) 代表取締役、一般社団法人日本登録支援機関協会理事を務める。
兄は第100・101代内閣総理大臣の岸田文雄。妻は湖池屋創業者小池和夫の長女篤子。

## 経歴
東京都渋谷区出身で慶應義塾大学法学部政治学科を卒業。大学時代は弁論部に所属し代表を務めた。1985年（昭和60年）に三菱商事へ入社してエネルギー事業部門で潤滑油チームリーダー、産業燃料チームリーダー、Petro Diamond Japan取締役などを務め、クウェートやマレーシアで駐在勤務する。
2009年（平成21年）にムスリム向け旅行会社 Feel Japan with K Co., Ltd を設立し、2010年（平成22年）からムスリムを受け入れる。

## 人物
2009年9月に株式会社フィールジャパン with K（Feel Japan with K Co., Ltd.）を設立して代表取締役に就く。東京都中野区中央5-4-24 第5小河原ビル402を本社に、特定技能制度外国人採用支援を活用して特定技能制度登録支援機関として20登-005429で登録し、インドネシア人の日本就労を支援する。東京都知事登録 旅行業3-6242号の旅行代理店として、東南アジアや中東からの訪日旅行を企画して運営する。
兄の岸田文雄総理が「外国人留学生年間30万人受け入れを目指す」と政府目標を掲げたことは「利益誘導ではないか」の批判意見を、否定した。

## エピソード
1983年11月に開催された三田祭にて、弁論部代表として部主催の講演会に慶應OBの岡田茂（三越元社長、慶大文学部卒）を講師に招いたことがある。しかし、前年の三越事件で社長解任された岡田の講演会実現にこぎつけるまでには数々の曲折があった。朝日ジャーナルの取材（当時、岸田は法学部政治学科三年に在学）によれば、当初三越関係者（重役クラス）やOBを通じて岡田に講演依頼したものの失敗。最終的に岸田が手紙で直訴に踏み切ったところ、それが決定打となったという。
一方で、「なんで岡田なんか呼ぶんだ」という反対の声が一部にあったのも事実とし、趣旨に賛同できないとカンパを断るOBもいた。実際、「ぴあ」「シティロード」「塾生新聞」といった学内外のマスメディアに岡田の母校再訪のニュースは掲載されなかった。

## 役職
一般社団法人 日本登録支援機関協会 役員
| 役職     | 氏名（肩書）                                                      |
| -------- | ----------------------------------------------------------------- |
| 名誉顧問 | 柴山昌彦（自由民主党 衆議院議員 入国管理議連会長）                |
| 代表理事 | 竹島美香子（株式会社MGC代表取締役）                               |
| 理事     | 岸田武雄（株式会社フィールジャパンwith K 代表取締役）             |
| 理事     | 井崎忠弘（行政書士）                                              |
| 理事     | 天野正幸（倫理協同組合代表理事 さくら観光バス株式会社代表取締役） |
| 監事     | 中山信幸（中山税理士事務所代表）                                  |
| 担当理事 | エムディ モスタフィブル ラハマン ムクル（バングラデシュ担当）     |

## 家族・親族

### 岸田家
実家
- 曽祖父・幾太郎（1867年 - 1908年、実業家） - 広島県賀茂郡奥屋村（現・東広島市）生まれ。
- 祖父・正記（1895年 - 1961年、不動産業・百貨店経営、政治家） - 広島県賀茂郡西志和村（現・東広島市）生まれで[11]、住所は広島市段原町[12]。
- 父・文武（1926年 - 1992年、通産官僚、政治家） - 広島県広島市出身。
- 母・澄子（1931年 - 2020年、佐賀県、日東製粉社長井口良二次女、津田塾大学学芸学部卒）
- 兄・文雄（1957年生、第100 - 101代内閣総理大臣、早稲田大学法学部卒）
  - 義姉・裕子(1964年8月15日生、和田邦二郎長女[13]、東京女子大学文理学部卒）
  - 甥・翔太郎（文雄の長男、1991年1月14日生[13]、前内閣総理大臣秘書官（元公設秘書）[14]、慶應義塾大学法学部卒）
- 他に息子2人
- 妹・純子（1963年生、慶應義塾大学文学部卒）
  - 義弟・木村嘉秀（1956年生、財務官僚、東京大学法学部卒、純子の夫）
- 妹・典子（1965年生、上智大学外国語学部卒）
  - 義弟・可部哲生（1962年生、第51代国税庁長官、東京大学法学部卒、典子の夫）

自家
- 妻・篤子（1964年生、湖池屋創業者小池和夫長女、青山学院大学文学部卒）
  - 息子 - 愛知県内商社勤務[15]。

### 縁戚
- 叔父・岸田俊輔（元広島銀行会長）、宮澤弘（官僚、広島県知事、参議院議員）、井口三郎（母方叔父）
- 叔母・玲子（宮澤弘の妻）
- 従兄・宮澤洋一（参議院議員）
- 義父・小池和夫（湖池屋創業者、青山学院大学文学部卒）